# Geberic
Geberic was een hertog of koning van de Visigoten in de 4e eeuw. Hij volgde Ariaric op als heerser en viel de voormalige Romeinse provincie Dacia aan rond 340 na Chr, waar de Vandalen zich hadden gevestigd. De Vandalen werden geleid door koning Wisimar. De aanval op Dacia zou er toe leiden dat de Vandalen toestemming vroegen zich binnen het Romeinse Rijk te vestigen.
Gerberic besteedde het grootste deel van zijn leven aan vechten en stierf rond 350. Hij werd opgevolgd door Hermanarik (Eormenric, Iormunrekr).